# مقبرة آصف خان
مقبرة آصف خان (بالأردوية: مقبرہ آصف خان)‏ هو ضريح يعود إلى القرن السَّابع عشر ويقع في شاهدره باغ في مدينة لاهور، الپنجاب في باكستان. تمَّ بناؤه لرجل الدَّولة المغولي «أبي الحسن آصف خان» المعروف بِـ«آصف خان» وهو أخو السُّلطانة نور جهان وصهر السُّلطان نور الدين جهانكير. شُيِّد القبر على الطِّراز المعماري لآسيا الوسطى ويقع في وسط حديقة «شاهدره باغ».

## معرض الصور

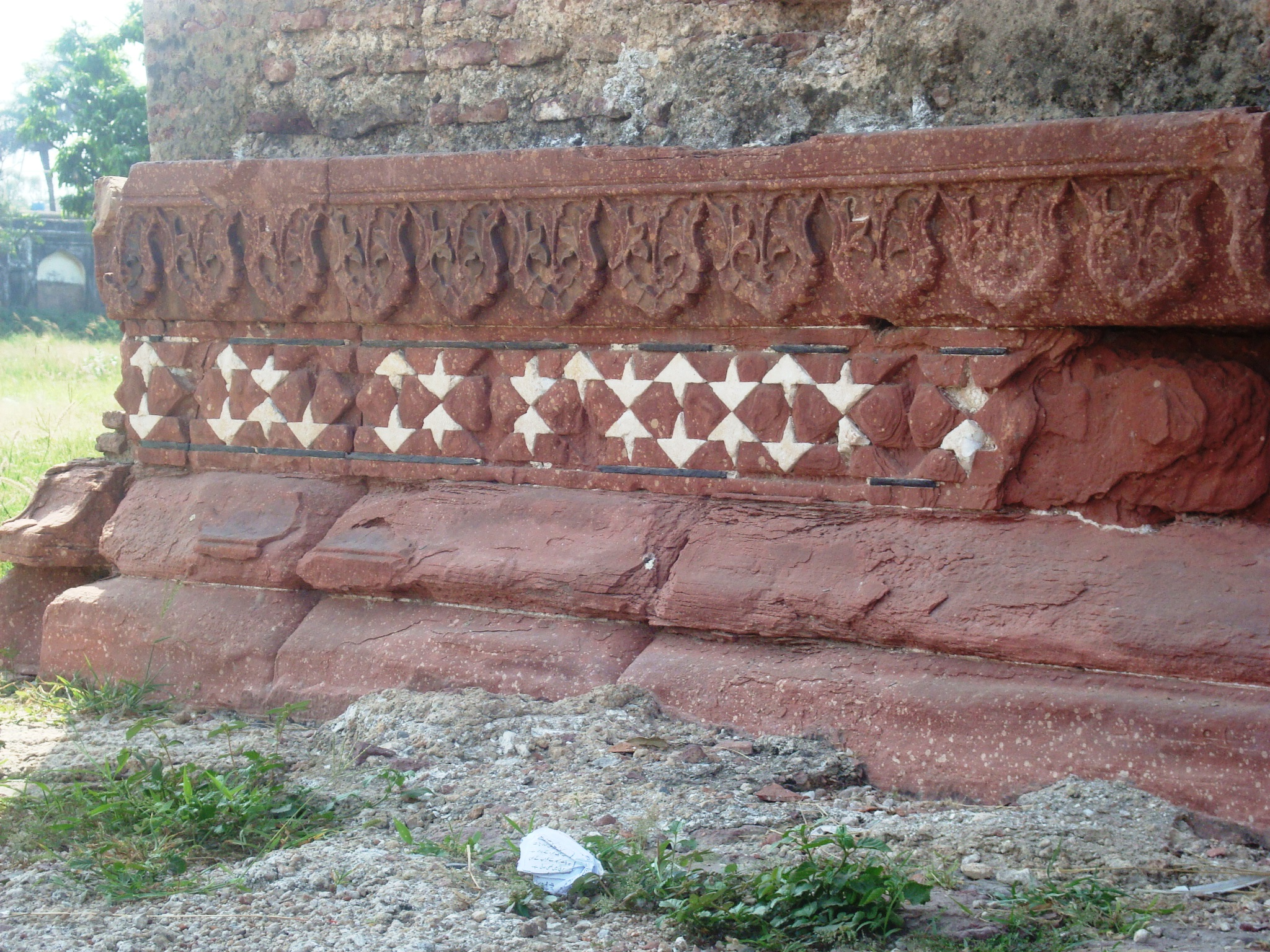
من العناصر الزخرفيَّة الموجودة على البوَّابة الجنوبيَّة.
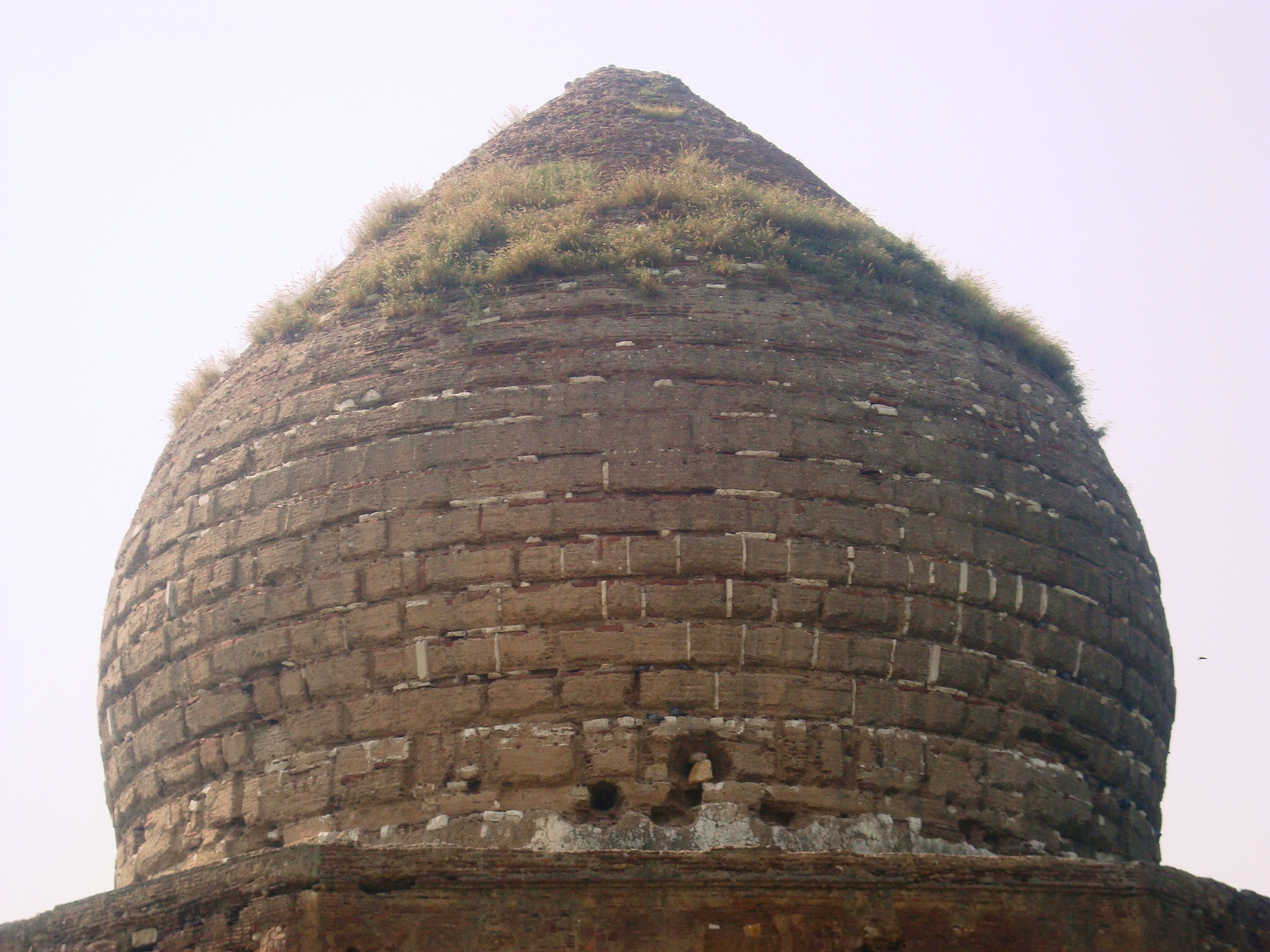
القُبَّة وهي من العناصر التي اشتهر بها ضريح آصف خان.
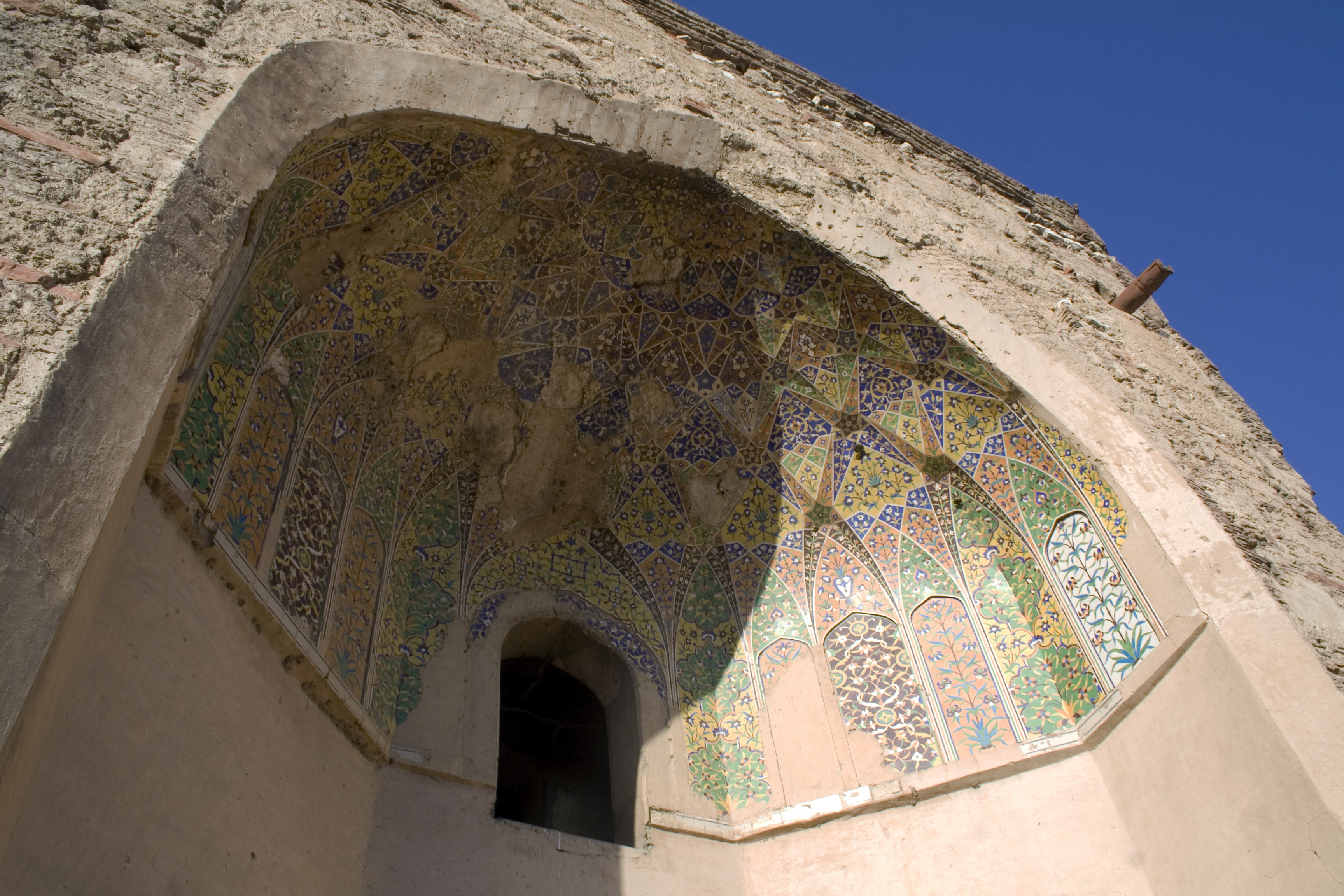
مُقرنَص فوق المدخل.
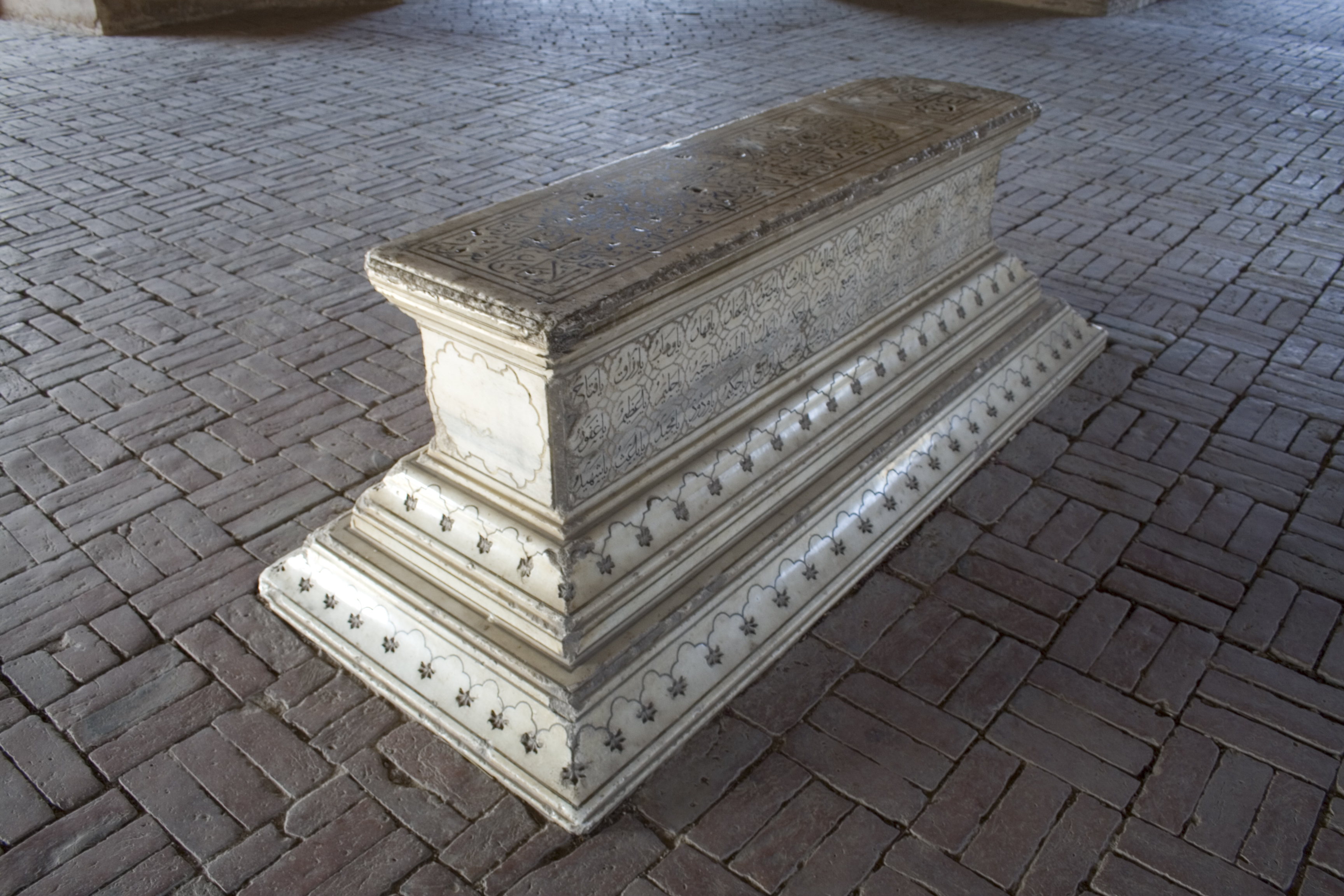